# Rödental
Rödental là một town tại huyện Coburg, phía bắc bang Bayern, Đức. Đô thị Rödental có diện tích 49,96 km², dân số thời điểm ngày 31 tháng 12 năm 2006 là 13.625 người. Đô thị này tọa lạc 7 km về phía đông bắc của Coburg.